# Гурьев, Яков Иванович
Яков Иванович Гурьев (27 апреля 1850, Оренбургская губерния — 1929) — генерал-майор, помощника атамана первого отдела Оренбургского казачьего войска, командир Оренбургского 13-го казачьего полка (1905—1906).

## Биография
Родился 27 апреля 1850 года в станице Оренбургская первого военного отдела Оренбургского казачьего войска.
Окончил Оренбургское казачье юнкерское училище по первому разряду. В 1891 году «успешно» выпустился из Офицерской кавалерийской школы.
6 февраля 1864 года приступил к воинской службе в Русской императорской армии. В январе 1877 года получил чин хорунжего, в декабре 1878 — сотника, а в мае 1882 — есаула. В конце февраля 1901 года стал войсковым старшиной, а в начале сентября 1905 года — полковником. При увольнении в отставку в начале декабря 1906 года получил звание генерал-майора.
С 1874 по 1881 год проходил службу в Оренбургском 1-м казачьем полку — повторно служил в этом полку в 1882—1886 годы. С 16 апреля 1895 по 14 мая 1898 года был избранным атаманом родной станицы Оренбургская. С мая 1898 по конец октября 1901 года являлся исполняющим делами помощника атамана второго военного отдела Оренбургского казачьего войска — после чего занял этот пост полноценно. Оставался помощником атамана до 8 ноября 1905 года. В конце 1905 года вернулся к полковой службе: с ноября стал командиром Оренбургского 13-го казачьего полка. Занимал эту должность до сентября 1906 года. Повторно вышел в отставку 3 декабря.
После двух революций, в 1918 году, стал уполномоченный Оренбургского местного управления общины сестер милосердия. В том же году временно исполнял дела штабс-офицера для делопроизводства этапно-транспортной части Оренбургского военного округа. После этого находился при Оренбургском казачьем училище, с которым эвакуировался из Оренбурга в Иркутск (через Троицк). На 31 января 1920 года был зарегистрирован и состоял на учёте при управлении иркутского коменданта.

## Награды
- Орден Святого Станислава 3 степени (1883)
- Орден Святого Станислава 2 степени (1912)
- Орден Святой Анны 3 степени (1891)
- Орден Святого Владимира 4 степени (1914)[3]
- Почётное оружие за отличную джигитовку (1873)
- Серебряная медаль на Александровской ленте «В память царствования императора Александра III» (1896)
- Светло-бронзовая медаль на Георгиевско-Владимирской ленте «За походы в Средней Азии 1853—1895 гг.» (1896)
- Темно-бронзовая медаль «За труды по первой всеобщей переписи населения 1897» (1897)
- Четырежды отмечался призами за отличную стрельбу (1881, 1885, 1891, 1893)[1]

## Семья
Жена: Елизавета Ивановна Бородина — дочь урядника.
Дети:
- Александр (род. 1869) — подъесаул, участник Русско-японской войны, награждён четырьмя орденами[4].
- Константин Яковлевич Гурьев (1873 — после 1919[5]) — полковник, командующий конно-артиллерийской бригадой Оренбургского казачьего войска (1918), был награждён Георгиевским оружием «за бой у местечка Монастержиска в Галиции» (1914)[6][7].
- Анна (род. 1882)
- Иван (род. 1883) — войсковой старшина, участник Первой мировой войны, награждён четырьмя орденами[6].
- Мария (род. 1887) — жена войскового старшины, командира третьей сотни Оренбургского 17-го казачьего полка и георгиевского кавалера Александра Александровича Лебедева[1][8].